# حادثة شرورة 2014
حادثة شرورة 2014 أو حادثة الوديعة 2014 هي حادثة اقتحام للأراضي السعودية من منفذ الوديعة البري مع الجمهورية اليمنية حدثت في يوم الجمعة الموافق 6 رمضان 1435 هجري الموافق 4 يوليو 2014 ميلادي من قبل أفراد ينتمون لتنظيم القاعدة في جزيرة العرب و من ثم توجهوا إلى مبنى المباحث العامة السعودية في محافظة شرورة 

## اقتحام المنفذ
بحسب بيان تابع لوكالة الأنباء السعودية واس في صباح يوم الجمعة 4 يوليو 2014 وصلت سيارة مدنية تحمل لوحات خليجية وعلى متنها 6 أشخاص وفور وصولهم للمنفذ باشروا إطلاق النار ضد سيارة دورية تابعة لحرس الحدود السعودي نتج عنه مقتل قائد الدورية وتم الاستيلاء على سيارة الدورية من قبل اثنين من المهاجمين وقاموا بالدخول إلى داخل محافظة شرورة في جنوب السعودية و قام رجال الأمن بالاشتباكات مع أفراد السيارة الأولى مما نتج عن مقتل 3 من المهاجمين والقبض على رابع بعد إصابته ومقتل رجلي أمن

## التوجه إلى شرورة
توجهت إلى مدينة شرورة السيارة التابعة لحرس الحدود التي استولى عليها اثنين من المهاجمين وتوجهوا إلى مبنى المباحث العامة السعودية في المدينة وقاموا باقتحامه بعد ان قتلوا رجل أمن عند دخولهم وتحصنوا في الدور العلوي من المبنى وقام رجال الأمن بتطويق المبنى ومحاصرته و إعطائهم الفرصة للمسلحين المتحصنين بداخله لتسليم أنفسهم

## تفجير المبنى
و في الساعات الأولى من يوم السبت في الخامس من يوليو الموافق 7 رمضان قام المهاجمين بتفجير أنفسهم في الدوري العلوي من المبنى التابع لـ المباحث العامة السعودية في شرورة ، بعد ساعات من محاصرتهم في المبنى .

## التوقيت
توقيت العملية يصادف الذكرى السنوية الخامسة لتفجير جدة 2009 اللذي كان يستهدف مساعد وزير الداخلية الأمير محمد بن نايف .